# Handelsvertrag zwischen dem Deutschen Reich und der Sowjetunion vom 12. Oktober 1925
Der Handelsvertrag zwischen dem Deutschen Reich und der Sowjetunion vom 12. Oktober 1925 (Moskauer Vertrag) diente der Absicht, die Handelsbeziehungen mit dem Ziel eines reibungslosen Warenverkehrs zu fördern und orientiert an wirtschaftlichen Gesichtspunkten beim Güteraustausch zu einem Stand entsprechend der Zeit vor dem Ersten Weltkrieg aufzuschließen. Aus deutscher Sicht war er auch ein Ausführungsvertrag zu „Rapallo“.
Die auseinander gehenden Vorstellungen beider Staaten über die Gestaltung eines Außenhandels brachten eine Verhandlungsdauer von zwei Jahren mit sich. Im Vertrag wurden dafür allerdings neben Im- und Export auch Transitfragen behandelt, Geschäfte im Bereich Versicherung und Transportwesen angesprochen und auf Probleme patentrechtlicher und kredittechnischer Natur eingegangen. Der Artikel 1 des Handelsvertrages zielte darauf ab, die Artikel 4 und 5 des Rapallo-Vertrages mit Inhalt auszufüllen. Anerkannt wurden das sowjetische Außenhandelsmonopol und die Handelsvertretung der UdSSR in Deutschland, im Übrigen das Meistbegünstigungsprinzip als Grundlage für den Vertrag genommen – was die deutsche Seite anbelangt, unter Missachtung von Artikel 281 des Friedensvertrages von Versailles.
Bei allen Vorteilen, die der Handelsvertrag brachte, hätten einige deutsche Industrielle lieber eine Abschaffung des Handelsmonopols gesehen, und uneinheitliche Vertragsauslegungen lieferten Gründe für das deutsch-sowjetische Wirtschaftsprotokoll vom 21. Dezember 1928. Trotzdem war bis 1931 für sowjetische Maßstäbe im Vergleich zu anderen Handelspartnern der Grad an Kooperation von erheblicher Geschäftigkeit. Zwar hatte die deutsche Regierung dem in den Verhandlungen vorgetragenen Wunsch nach einem staatlichen Kredit nicht entsprechen können, doch war bald mit der Einrichtung einer Ausfallbürgschaft für private Banken das Risiko bei Kreditgewährung in einem akzeptablen Bereich angelangt. Man wich erstmals ab von Laissez-faire und betrieb staatliche Exportförderung. Bereits bei der ersten Kreditzusage 1925 – es ging um 20 Millionen Reichsmark – führte die Deutsche Bank ein Konsortium von Kreditinstituten im Zusammenhang mit der Ausfuhrvereinigung Ost, 1926 abgelöst durch die von zwölf aufeinander folgenden „Kreditkonsortien Russland“ bediente Industriefinanzierungs-Aktiengesellschaft Ost (IFAGO), die im Spitzenjahr 1931 auf eine Ausfallbürgschaft von 700 Millionen Reichsmark bauen konnte.